# 宇都宮市立錦小学校
 宇都宮市立錦小学校（うつのみやしりつ にしきしょうがっこう）は、栃木県宇都宮市錦二丁目にある公立小学校である。

## 沿革
- 1952年（昭和27年）
  - 4月1日 - 宇都宮市立東小学校から分離し、元県立商業高等学校跡地の廃校舎を利用して 宇都宮市立錦小学校開校（宇都宮市今泉町157番地（現・錦中央公園）、13学級）
  - 7月8日 - 第1 - 3期工事竣工、普通教室20
- 1957年（昭和32年）
  - 4月1日 - 今泉9丁目を今泉小学区から編入する
  - 9月22日 - 鼓笛隊編成
- 1961年（昭和36年）7月20日 - プール竣工
- 1980年（昭和55年）8月5日 - 新校舎完成し現在地に移転
- 1981年（昭和56年）7月17日 - プール竣工
- 1984年（昭和59年）1月25日 - 燃料倉庫完成・ランチルーム設置
- 1993年（平成5年） 5月20日 - 中庭の観察池工事完成
- 2002年（平成14年）
  - 7月31日 - にしき童話館を和室（畳）に改修
  - 10月25日 - 創立50周年記念式典
- 2006年（平成18年）3月24日 - 東校舎2教室増築（多目的室・にしき童話館）、学校透明化ガラス工事

## 通学区域
- 宇都宮市[3]
  - 今泉1丁目 - 5丁目
  - 今泉町の一部
  - 駅前通り1丁目の一部
  - 中今泉1丁目の一部、中今泉2丁目、中今泉3丁目の一部
  - 錦1丁目 - 3丁目